# Lyaud-Armoy
Lyaud-Armoy, Lyaud et Armoy, Armoy et Lyaud, est une ancienne commune de la Haute-Savoie, qui a existé jusqu'en 1870, donnant naissance à deux communes distinctes Armoy et Lyaud.

## Histoire
Lors de l'occupation du duché de Savoie, entre 1792 et 1815, le nom de la comme était Armois,. En 1801, elle prend le nom de Armoyliaud,.
Avec l'Annexion de la Savoie à la France de 1860, le nom de la commune devient Lyaud-Armoy,,. Le décret du 20 décembre 1860 fixe le chef-lieu à Lyaud. Dix ans plus tard, le décret du 7 mai 1870 érige en commune distincte les communes d'Armoy et de Lyaud,,.

## Pour approfondir